# Diner
Diner (z anglického Dining car – jídelní vůz) je typ malé restaurace nacházející se převážně na severovýchodě a středozápadě Spojených států amerických, rovněž jako v dalších částech Spojených států, Kanadě, západní Evropě a Libanonu. Menu tvoří široká paleta jídel, především americké kuchyně, v jednoduché úpravě. Typická je neformální atmosféra a čtyř až šestimístné jídelní boxy obsluhované servírkami v kombinaci s místy u dlouhých pultů s obsluhou přímo od kuchařů. Většina dinerů má prodlouženou pracovní dobu, ty u dálnic a na lokalitách s vyšší intenzitou směnných provozů pak zůstávají otevřeny 24 hodin denně.
Moderní dinery si mohou zachovávat typický exteriér prvních takových restaurací. Původní dinery vznikly přestavbou železničních vozů, uchovaly si jejich podélný, protáhlý profil a prvky interiéru. U zrodu dinerů stál tiskař Walter Scott, který svou původní profesi opustil roku 1872 a začal s nočním prodejem jídla z odstaveného železničního vozu taženého koňmi u kanceláře deníku v rhodeislanském Providence. Nevědomě se tak zasloužil o vznik kultury dinerů. Ve 20. až 40. letech dvacátého století byly dinery známy jako „jídelní vozy“, obvykle prefabrikované v továrnách ve formě moderních mobilních domů, s možností připojení do vlakové soupravy či za nákladní auto.
V dinerech je servírována rychlá americká kuchyně, připravovaná z běžného spotřebitelského zboží včetně hamburgerů, hranolek, vícevrstevných sendvičů, steaků a sekané. Nápojové menu zahrnuje kávu a ručně míchané mléčné koktejly. Mezi dezerty patří koláče nebo palačinky.
Součástí exteriéru amerických restaurací je vrstva korozivzdorné oceli a velká okna, jakožto jednotící prvky dinerové architektury. Přítomen může být retro styl, včetně jukeboxů a hracích automatů.
Téma dineru nalezlo odezvu v kultuře. Ikonická olejomalba Edwarda Hoppera Noční ptáci z roku 1942 zachytila hosty v městském dineru během pozdní noci. Norman Rockwell znázornil v obraze The Runaway z roku 1958 mladého amerického chlapce a ochranářského dálničního policistu u pultu anonymního dineru. Dinery se staly jedním ze symbolů amerického optimismu a prosperity 50. let dvacátého století, rovněž tak místem setkávání teenagerů, představující kulisu rande. V televizi a ve filmu se restaurace objevily např. v dílech The Blob, Happy Days, Pomáda a Diner. Písničkářka Suzanne Vega napsala píseň „Tom's Diner“, kterou roku 1987 vydala jako singl v rámci alba Solitude Standing. Skladba pojednávala o restauraci na rohu Broadwaye a 112. ulice.

## Galerie

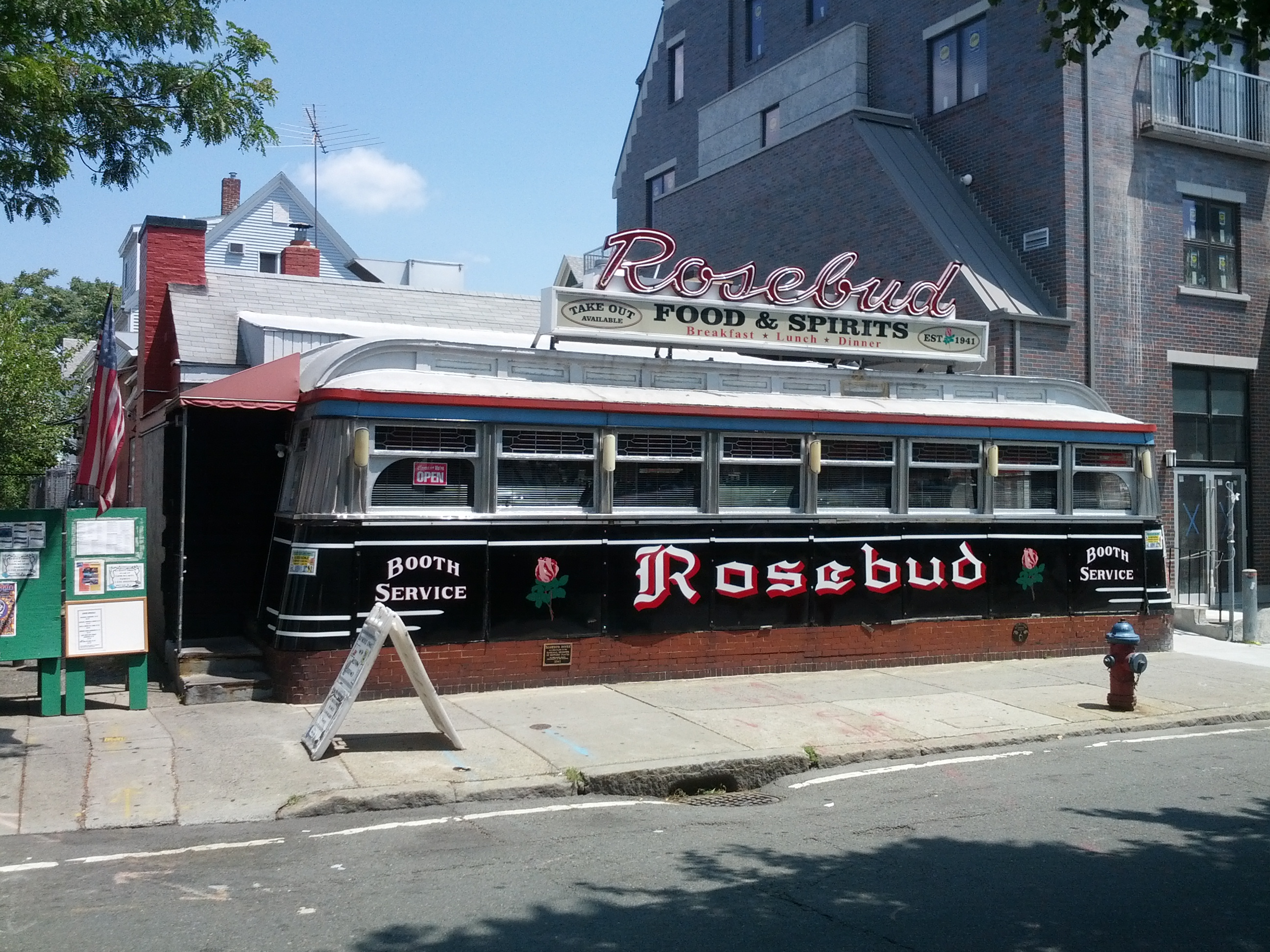
Zrekonstruovaný diner Rosebud v massachusettsském Somervillu z jídelního vozu č. 773 Worcester Co. z roku 1941
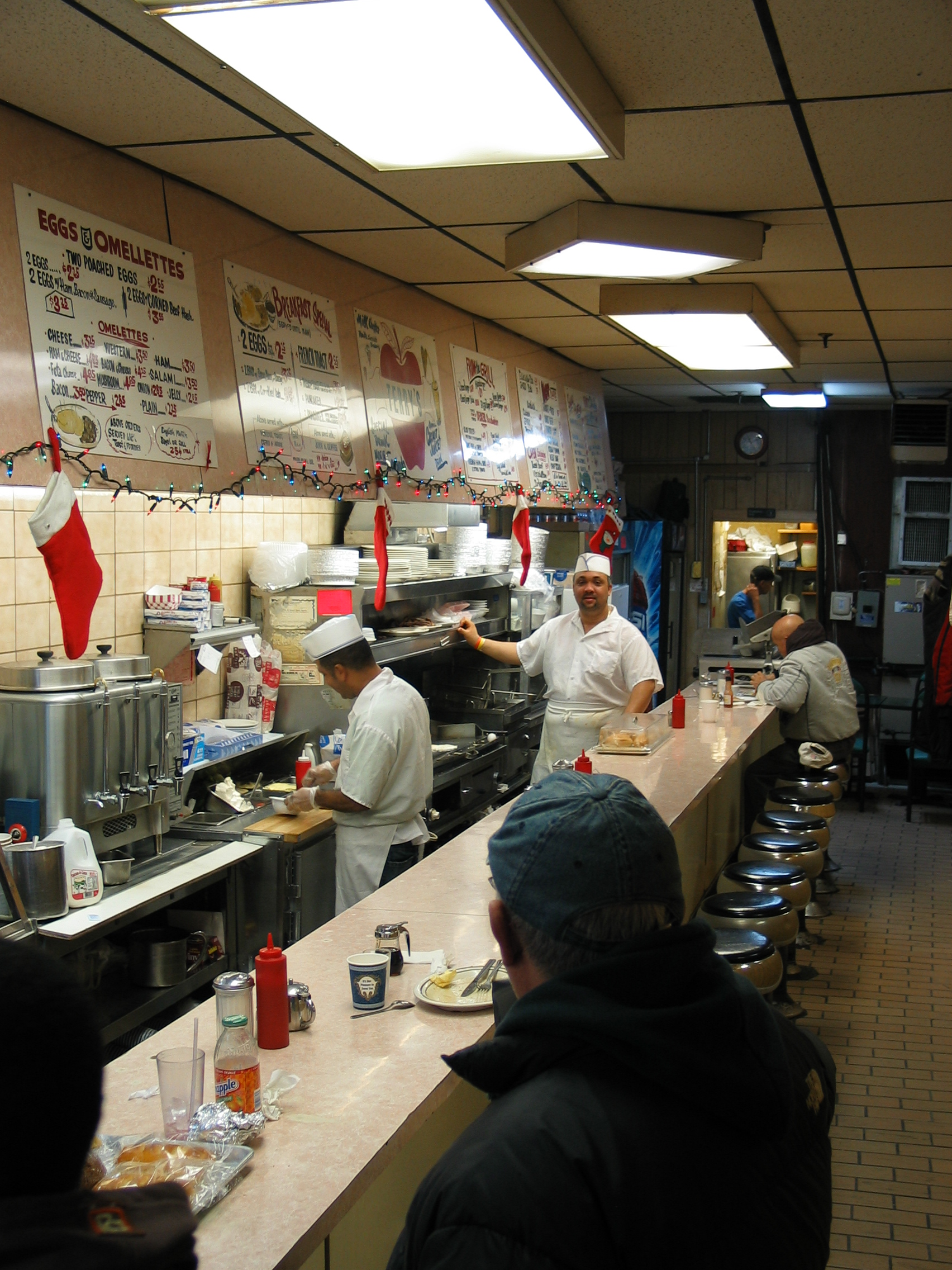
Pultová obsluha v brooklynském dineru